# Crist portant la creu
Crist portant la creu és una pintura generalment atribuïda a Hieronymus Bosch, pintada entre 1500 i 1535. Està exposada al Museu de Belles Arts de Gant, a Bèlgica.

## Temàtica
L'obra il·lustra el Via Crucis de Jesucrist sobre un fons fosc i envoltant de gent, la majoria dels quals amb cares grotesques. Hi apareixen un total de 18 cares. Jesús té una expressió de lament, amb la mirada baixa. S'hi distingeixen les cares de Simó de Cirene i de Verònica.

## Obres relacionades
Es conserven dues obres de la mateixa temàtica fetes mateix autor al Palau Reial de Madrid, pintada el 1498 i al Museu d'Història de l'Art de Viena, de 1500.